# Noradine
Almaleque Aladil Noradine Abu Alcácime Mamude ibne Imadadim Zengui (em árabe: أبو القاسم نور الدين "الملك العادل" محمود بن زنكي; romaniz.: al-Malik al-Adil Nur ad-Din Abu al-Qasim Mahmud ibn 'Imad ad-Din Zengui; lit. "Maleque Adil Noradine Abul Alcacim Mamude, filho de Imadadim Zengui")[a] (fevereiro de 1118 – 15 de maio de 1174), mais conhecido como Noradine, Noraldino, Nordine, Nurdim, Nurdine e Nuredim (em árabe: نور الدين; romaniz.: Nūr ad-Dīn), foi o segundo soberano da dinastia zênguida, governando a Síria e o Iraque de 1146 a 1174.

## Segunda Cruzada

Mapa político do Próximo Oriente em 1135 com os estados cruzados

Noradine era o segundo filho de Imadadim Zengui, o poderoso governador turco que conquistou o Condado de Edessa aos cruzados em 1144. Após o assassinato do pai, Noradine e o seu irmão mais velho Ceifadim Gazi I dividiram os seus territórios entre si: Noradine governou em Alepo e Ceifadim em Moçul, com a fronteira entre os dois domínios no rio Cabur. Assim que assumiu o poder, Noradine atacou o Principado de Antioquia, tomando vários castelos no norte da Síria. Ao mesmo tempo derrotou uma tentativa de Joscelino II de Edessa em recuperar o seu condado e, em punição por auxiliarem o seu conde, todos os cristãos de Edessa foram exilados da cidade. 
Noradine procurou aliar-se aos seus vizinhos muçulmanos no norte do Iraque e na Síria, de modo a fortalecer o mundo islâmico contra os seus inimigos ocidentais. Em 1147, assinou um tratado bilateral com Damasco, e casou-se com a filha de Muinadim Unur, o governador desta cidade-estado. Juntos, estes dois líderes cercaram as cidades de Baçorá e Sarkhand, tomadas por um vassalo rebelde de Muim Adim chamado Altuntaxe. No entanto, o governador damasceno suspeitava das intenções de Noradine e não desejava ofender os seus antigos aliados do Reino Latino de Jerusalém, que tinham ajudado a defender-se contra Zengui. Assim, Noradine viu-se forçado a abreviar a sua estadia em Damasco. Dirigiu-se para o Principado de Antioquia, onde conquistou Arta, Cafar Lata, Baçarfute e Balate.
Em 1148, a Segunda Cruzada, liderada por Luís VII de França, Leonor da Aquitânia e Conrado III da Germânia, chegou à Síria. Num concílio em São João de Acre, estes e o rei Balduíno III de Jerusalém decidiram atacar Damasco, apesar da antiga aliança. Muim Adim foi cercado e viu-se forçado a solicitar a ajuda de Noradine; o cerco durou apenas quatro dias, até à chegada do governador de Alepo, terminando em derrota para os cristãos.
Noradine aproveitou então o fracasso da cruzada para preparar outro ataque contra Antioquia. Em 1149 lançou uma ofensiva contra os territórios do castelo de Harim, na margem oriental do rio Orontes, e depois cercou o castelo de Inabe. Quando o príncipe Raimundo de Poitiers chegou para auxiliar a cidadela, os muçulmanos derrotaram os cruzados na batalha de Inabe, matando Raimundo, cuja cabeça foi enviada a Noradine, e por este ao califa de Bagdade.
Deslocando-se até à região costeira, Noradine exprimiu o seu domínio sobre a Síria ao banhar-se simbolicamente no mar Mediterrâneo. No entanto, não atacou a cidade de Antioquia, contentando-se em conquistar todo o território do principado a leste do rio Orontes e em deixar um resquício do estado cruzado ao redor da cidade, que pouco depois cairia sob a suserania do Império Bizantino. Em 1150 aliou-se ao sultão de Rum Maçude, casando-se com a sua filha. Juntos derrotaram Joscelino II de Edessa pela última vez, que foi cegado e morreria na prisão em Alepo em 1159. Em 1152 tomou Tartus por pouco tempo, após o assassinato de Raimundo II de Trípoli.

## Unificação da Síria
Noradine pretendia unir as várias forças muçulmanas entre o rio Eufrates e o rio Nilo, de forma a criar uma frente comum contra os cruzados. Em 1149, seu irmão Ceifadim Gazi I morreu, sendo sucedido por um irmão mais novo, Cobadim. Este reconheceu Noradine como suserano de Moçul, e assim esta cidade e Alepo voltaram a ficar unidas sob o mesmo comando, tal como acontecera com Zengui. Só faltava Damasco para unificar a Síria.
Após o fracasso da Segunda Cruzada, o damasceno Muim Adim renovara o tratado de paz com os cruzados, e depois da sua morte em 1149, o seu sucessor Mujiradim seguiu a mesma política. Em 1150 e 1151, Noradine cercou Damasco, mas das duas vezes foi forçado a retirar sem conseguir tomar a cidade, apenas obtendo um reconhecimento vazio da sua suserania. Quando os cristãos conquistaram Ascalão em 1153, Mujiradim proibiu Noradine de atravessar o território damasceno, e simultaneamente concordou em pagar um tributo anual aos cruzados em troca de protecção.

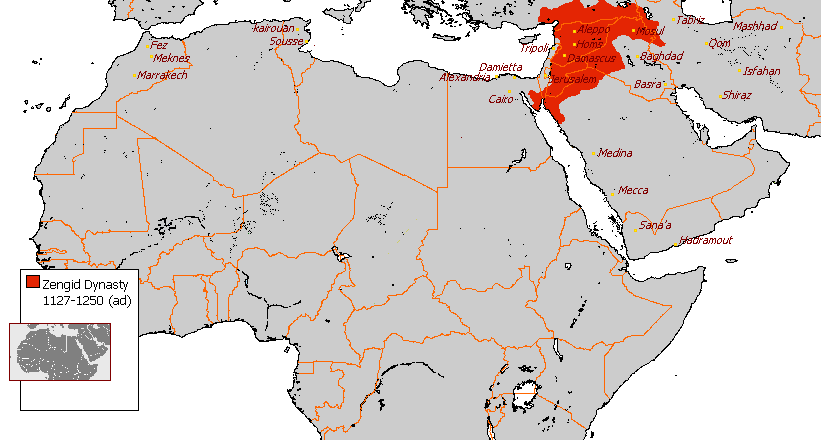
Mapa do mundo muçulmano medieval. A vermelho, os territórios do império da dinastia dos zênguidas (1127-1250), fundada por Zengui

O crescente enfraquecimento de Damasco sob Mujiradim permitiu Noradine depô-lo em 1154, com a ajuda da população da cidade, que foi anexada aos domínios dos zênguidas. Toda a Síria ficava assim unificada sob a sua autoridade, de Edessa a norte a Haurã a sul. Noradine foi prudente e não atacou imediatamente Jerusalém, continuando inclusivamente a enviar o tributo anual de Damasco estabelecido por Mujiradim. Entretanto envolveu-se na política a norte de Moçul, onde uma disputa na sucessão pelo Sultanato de Rum ameaçava Edessa e outras cidades.
Em 1157 Noradine cercou a fortaleza de Banias, sob o domínio da Ordem do Hospital, e derrotou um exército de auxílio de Jerusalém mas, vitimado por uma doença, interrompeu os ataques aos cristãos. Em 1159 o imperador bizantino Manuel I Comneno chegou a Antioquia para afirmar a sua autoridade sobre o território. Os cruzados contavam com este soberano para enviar uma expedição contra Alepo mas Noradine enviou embaixadores e negociou uma aliança com o imperador contra os turcos seljúcidas, decepcionando os cristãos latinos.
Juntamente com os danismêndidas do leste da Anatólia, no ano seguinte Noradine atacou o sultão seljúcida Quilije Arslã II por uma frente leste, enquanto Manuel atacou-os pelo oeste. Posteriormente aprisionou Reinaldo de Châtillon, príncipe de Antioquia, após uma incursão às montanhas Anti-Taurus. Reinaldo permaneceria na prisão por 16 anos.
Em 1162, com Antioquia sob o controlo nominal do Império Bizantino e com os estados cruzados a sul sem poder para atacar a Síria, Noradine partiu em peregrinação a Meca. Assim que regressou, foi informado da morte do rei Balduíno III de Jerusalém e, por respeito ao este oponente, evitou atacar o reino cristão: Guilherme de Tiro escreveu nas suas crónicas que o líder muçulmano terá dito: «Devemos ter empatia com o seu luto, e por piedade os poupar, porque eles perderam tal príncipe como o mundo agora já não tem».

## Política egípcia
Impotentes para intervir na Síria, os cruzados foram forçados a voltar-se para sul para expandir os seus territórios. A conquista de Ascalão pelos cristãos isolara a Síria do debilitado Egito, enfraquecido por guerras civis depois de uma sucessão de vários jovens califas fatímidas. Em 1163, o vizir Xauar, que governava em nome do califa Aladide, foi deposto por Dirgam.
Pouco depois, Amalrico I de Jerusalém liderou uma ofensiva contra o Egito, com o pretexto de que os fatímidas não tinham pago o tributo que tinham prometido durante o reinado de Balduíno III. A campanha fracassou, o rei foi forçado a voltar a Jerusalém, e, em resposta, Noradine atacou os cruzados da Síria de forma a desviar a sua atenção do Egito.

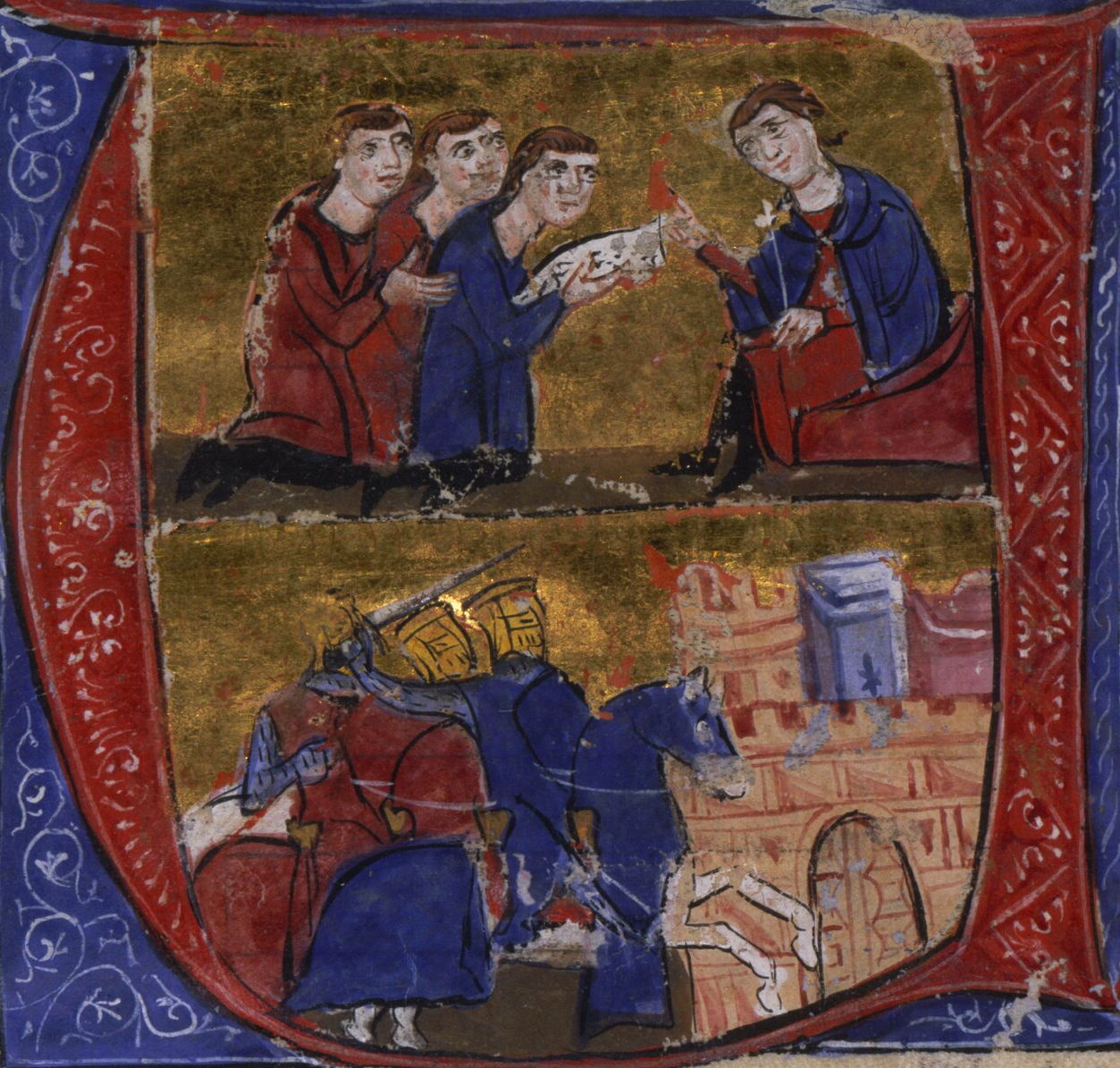
Amalrico I de Jerusalém e, os inimigos mais poderosos de Noradine

O ataque ao Condado de Trípoli fracassou, mas pouco depois Noradine recebeu o exilado Xauar, que lhe solicitou um exército para recuperar o seu vizirado. O líder zênguida não desejava usar as suas forças para defender o Egito, mas acabou por ser convencido pelo seu general curdo Xircu a invadir esta nação em 1164. Deste modo, Dirgam aliou-se a Amalrico, mas o rei de Jerusalém não conseguiu mobilizar os seus exércitos a tempo de salvar o vizir, que foi morto e sucedido por Xauar.
A primeira acção do novo vizir foi a expulsão de Xircu e uma aliança com Amalrico de Jerusalém, que cercou o general curdo em Bilbeis. Este concordou em abandonar o Egito quando Amalrico teve de regressar ao seu reino, devido ao ataque de Noradine ao Principado de Antioquia. O líder muçulmano da Síria cercou Harim e derrotou os exércitos combinados de Antioquia e Trípoli, mas recusou-se a atacar a cidade de Antioquia por temer represálias dos bizantinos. Em vez disso tomou Banias e, durante os dois anos seguintes assolou continuamente as fronteiras dos estados cruzados.
Em 1166, Xircu foi mais uma vez enviado ao Egito. Amalrico perseguiu-o no início de 1167 e impôs um tratado formal a Xauar, com o apoio nominal do califa. Os cruzados ocuparam Alexandria e Cairo, e tornaram o Egito num estado tributário do seu reino. No entanto, Amalrico não conseguia manter o controlo do estado enquanto Noradine dominasse a Síria, e assim teve de voltar a Jerusalém.
No ano seguinte Amalrico tentou aliou-se ao imperador Manuel I Comneno e invadiu novamente os territórios dos fatímidas. Calil, o filho de Xauar, pediu ajuda a Noradine e Xircu, com o apoio do califa Aladil. No início de 1169 Xircu chegou e os cruzados foram forçados a retirar. Desta vez Noradine obteve o controlo total do Egito. Executou Xauar, e nomeou Saladino, sobrinho de Xircu, vizir deste território. Amalrico de Jerusalém e Manuel Comneno ainda tentaram invadir o Egito uma última vez, mas o ataque foi desorganizado e fracassou.

## Morte, sucessão e legado
Durante estes últimos acontecimentos, Noradine estava empenhado numa campanha a norte, contra os ortóquidas, e em 1170 teve de resolver uma disputa entre os seus sobrinhos quando o seu irmão Cobadim morreu.
Após conquistar o Egito, Noradine acreditava ter conseguido a união dos estados muçulmanos, mas Saladino não desejava ficar sujeito à sua autoridade. Assim, não participou nas invasões lideradas pelo seu suserano contra o Reino de Jerusalém em 1171 e 1173, esperando que o estado cruzado servisse para manter um afastamento entre o Egito e a Síria. Noradine apercebeu-se que criara em Saladino um oponente perigoso. Os dois líderes reuniram os seus exércitos para o que parecia ser uma guerra inevitável. 

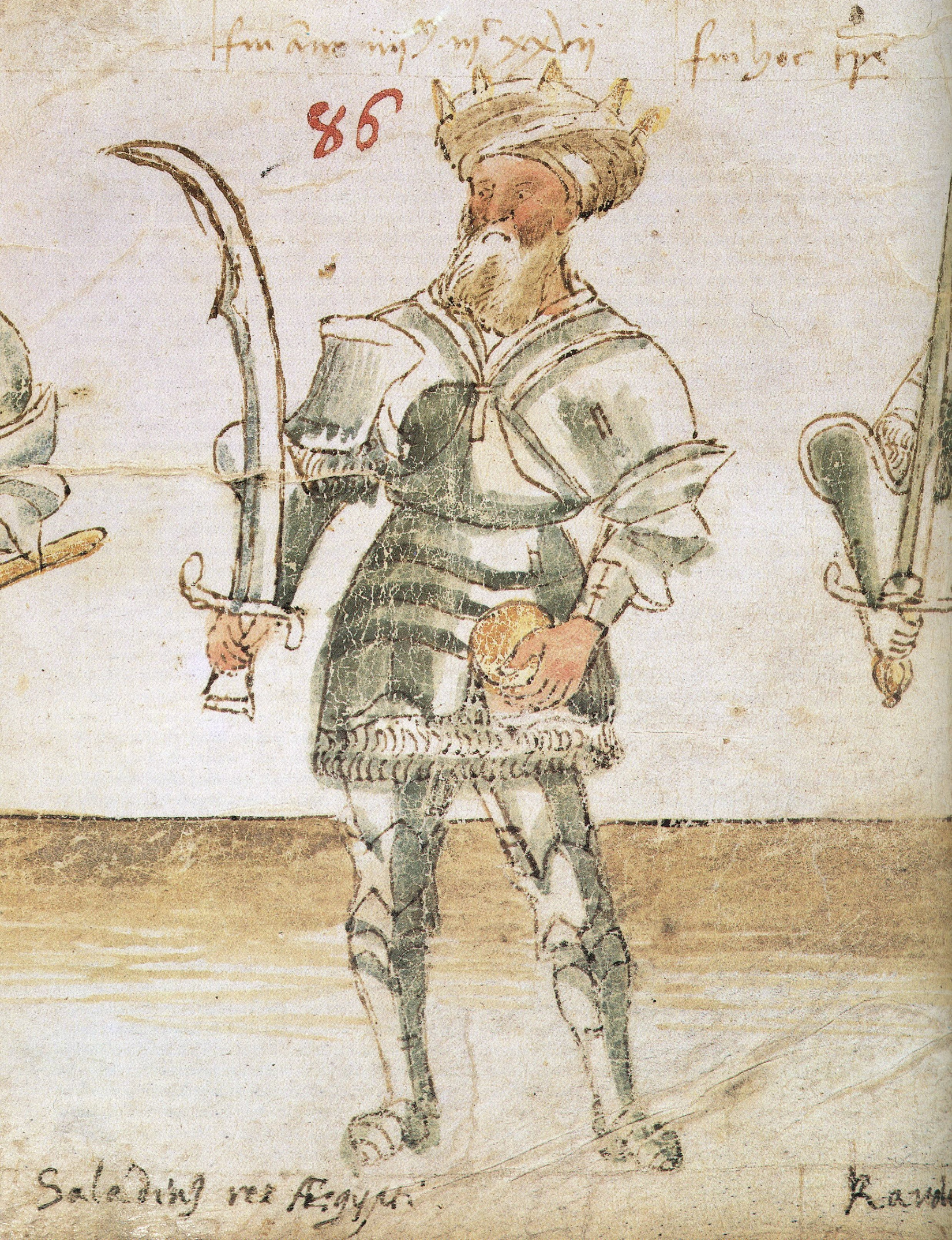
Saladin rex Aegypti, representação de Saladino em um manuscrito ocidental do século XV

No entanto, quando Noradine estava quase a iniciar a sua invasão ao Egito em 1174, foi vitimado pela doença. O governante sofreu de um abcesso peritonsilar, que lhe provocou uma forte febre, e morreu aos 59 anos de idade. O seu jovem filho Sale Ismail Maleque tornou-se no seu herdeiro legítimo, com Saladino declarando-se seu vassalo, apesar provavelmente já desejar unificar a Síria e o Egito sob o seu próprio governo. Assim casou-se com a viúva de Noradine, derrotou os outros pretendentes ao poder e assumiu o controlo da Síria em 1185, finalmente concretizando o sonho do seu antigo suserano.
Segundo Guilherme de Tiro, apesar de Noradine ter sido «um poderoso perseguidor do nome e da fé cristã», era também «um príncipe justo, valente e sábio, e segundo as tradições da sua raça, um homem religioso». Na verdade tornara-se particularmente religioso depois da sua doença e peregrinação entre 1157 e 1162. Tinha grande respeito para com o imperador bizantino Manuel I Comneno mas considerava os cruzados como estrangeiros em território muçulmano, que tinham chegado ao Ultramar para pilhar a terra e profanar os seus locais sagrados. No entanto, era tolerante para com os cristãos que viviam sob a sua autoridade, com a excepção dos arménios de Edessa, devido ao seu continuado apoio aos condes cristãos. 
Em contraste à reacção respeitosa de Noradine à morte de Balduíno III de Jerusalém, o irmão e sucessor deste, Amalrico I, ao tomar conhecimento da morte do emir, cercou imediatamente Banias e extorquiu uma vasta quantia de dinheiro da sua viúva. Noradine ainda deixou ao seu povo um legado de cultura e religião: em todas as cidades que controlou, construiu mesquitas e universidades, cuja principal função era o ensino do Alcorão e do Hádice. Gostava que os mestres lhe lessem passagens deste último livro, e os seus professores chegaram a recompensá-lo com um diploma em narração do Hádice.
Construiu hospitais para toda a população e caravançarais nas estradas para caravanas, viajantes]] e peregrinos. Presidia à justiça várias vezes por semana para ouvir quem tivesse queixas dos seus generais, governadores ou outros seus funcionários que tivesse cometido crimes. No mundo islâmico deixou a imagem de uma figura lendária de coragem militar, piedade e modéstia. O historiador Steven Runciman afirmou que este soberano amava, acima de tudo, a justiça. O cronista damasceno ibne Alcalanici referia-se geralmente a Noradine em termos majestosos, apesar de ter morrido em 1160 e não ter presenciado o auge do governo do seu soberano.